# Holaspis guentheri
Holaspis guentheri es una especie de lagarto del género Holaspis, familia Lacertidae, orden Squamata. Fue descrita científicamente por Gray en 1863.

## Descripción
La longitud hocico-respiradero es de 45-48 milímetros.

## Distribución
Se distribuye por Sierra Leona, Ghana, Nigeria, Camerún, Gabón, Guinea Ecuatorial, República Democrática del Congo, República Centroafricana, Uganda, Angola, Tanzania, Malaui, Mozambique, Costa de Marfil, Benín y Togo.